# Lenguas de los Balcanes
Las lenguas de los Balcanes son las habladas en la península de los Balcanes, que comprenden hoy doce Estados (de iure o de facto):
- países totalmente incluidos en los Balcanes: República de Albania, Bosnia y Herzegovina, República de Bulgaria, República Helénica, República de Kosovo, República de Macedonia del Norte y Montenegro;
- países parcialmente incluidos en los Balcanes: República de Croacia, Rumania, República de Serbia, República de Eslovenia y República de Turquía.

Con la excepción de varias lenguas túrquicas, todas ellas pertenecen a la familia indoeuropea. Un subconjunto de estos idiomas se destaca por formar un sprachbund bien estudiado, un grupo de idiomas que han desarrollado algunas similitudes estructurales sorprendentes a lo largo del tiempo.

## Conjuntos de idiomas
En esta región (lingüística, no política), hay siete grupos de "hablantes que se entienden" agrupados en tres conjuntos:
- Lenguas balcánicas aborígenes:
  - Idioma albanés,
  - Idioma griego,
  - Lenguas romances orientales;

- Lenguas balcánicas eslavas:
  - Idioma serbocroata,
  - Idioma búlgaro-macedonio,
  - Idioma esloveno;

- Lenguas balcánicas túrquicas:
  - Idioma turco-tártaro.

Desde el punto de vista político, las denominaciones y definiciones son más numerosas y evolucionan con la historia.
Según los lingüistas Jernej Kopitar, Gustav Weigand y Kristian Sandfeld-Jensen, la existencia de una unión lingüística balcánica con particularidades sintácticas, gramaticales y fonológicas comunes a todos estos idiomas y solo a ellos, muestra que no se reemplazaron entre sí, sino que se asimilaron mutuamente. No fue hasta finales del siglo XVIII, con el despertar del nacionalismo y en el siglo XIX con la escolarización, que las lenguas dejaron de estar estrechamente entrelazadas en toda la península, cada una desarrollándose en un espacio exclusivo donde, con el surgimiento de los Estados modernos, las otras lenguas se han convertido cada vez más minoritarias (excepto en Macedonia donde este proceso esperó hasta la segunda mitad del siglo XX).

## Lenguas muertas
| Idioma                   | Familia                                | Región                                                  | Desaparición y descendencia                                                                                       |
| ------------------------ | -------------------------------------- | ------------------------------------------------------- | --- |
| Ilirio                   | Lenguas ilirias                        | Iliria                                                  | Antigüedad: proto-dálmata por romanización                                                                        |
| Daco-tracio              | Lenguas tracias                        | Dacia, Moesia, Tracia                                   | Antigüedad: albanés por un lado, y por otro lado romano oriental por romanización                                 |
| Koiné                    | Lenguas helénicas                      | Grecia, costas de la Península Balcánica, sur de Tracia | Antigüedad tardía: griego medieval                                                                                |
| Romance oriental         | Lenguas romances (Tracios romanizados) | Dacia Trajana, Dacia Aureliana, Moesia                  | Antigüedad tardía: lenguas romances orientales                                                                    |
| Dálmata (Morlaque)       | Lenguas romances (Ilirios romanizados) | Dalmacia                                                | siglo XV en Dubrovnik, siglo XIX en Krk, sin descendencia                                                         |
| Eslavón (eslavo antiguo) | Lenguas eslavas                        | Países eslavos de los Balcanes                          | Se convirtió en lengua litúrgica de la Iglesia ortodoxa por un lado, y lenguas eslavas meridionales por otro lado |
| Vardariota               | Lenguas iranias occidentales           | Macedonia                                               | siglo XIX, sin descendencia (transición al griego)                                                                |
| Yevánico                 | Lenguas helénicas (judíos helénicos)   | Grecia, Bulgaria, Rumania, Turquía                      | siglo XX, sin descendencia (Shoah en Grecia, emigración, paso al rito sefardí)                                    |

### Lenguas muertas
- Idioma macedonio antiguo
- Idioma dacio
- Idioma dálmata
- Idioma eteocretano
- Idioma eteochipriota
- Lenguas ilirias
- Idioma lemniano
- Idioma liburnio
- Idioma otomano
- Idioma paeoniano
- Idioma pelasgo
- Idioma frigio
- Idioma tracio

## Lenguas vivas

### Grupo eslavo
Este grupo de lenguas eslavas meridionales tiene unos 30 millones de hablantes:
| Idioma                                                              | Variantes                                                                                | Región | Hablantes  |
| ------------------------------------------------------------------- | ---------------------------------------------------------------------------------------- | --- | ---------- |
| Variantes regionales del sistema eslavo del sureste búlgaro         | Búlgaro (occidental, mesiano, balcánico, rupiano, nachtiano) y macedonio                 | Bulgaria, Macedonia, minorías en Grecia (norte), Rumania (sur) , Serbia (este) y Ucrania (Budzhak)                                                                                             | 10.000.000 |
| Diasistema eslavo centro-sur o serbocroata (variantes lingüísticas) | Chakaviano, kaikaviano, shtokaviano y torlakiano                                         | Bosnia, Croacia, Kosovo, Montenegro, Serbia, minorías en Austria (Burgenland croata) y Rumania (serbios y carashovenios de Banat)                                                              | 18.000.000 |
| Diasistema eslavo centro-sur o serbocroata (variantes políticas)    | bosnio (2,3 millones), croata (5 millones), montenegrino (230.000), serbio (10 millones) | Con la excepción de Montenegro, dos tercios de cuyos ciudadanos se declararon serbiohablantes en 2011, cada una de estas naciones reclama hablantes de su idioma oficial en los países vecinos | 18.000.000 |
| Esloveno                                                            | Prekmuro y resiano                                                                       | Eslovenia, minorías en Austria (Carintia) e Italia (Friuli-Venezia Giulia) | 2.000.000  |

Los lingüistas describen las lenguas eslavas del sur como un "continuo lingüístico" porque cada una es comprensible en gran medida para los hablantes inmediatamente vecinos. En términos de lingüística y sociolingüística, el idioma búlgaro y el idioma macedonio tienen suficientes características estructurales comunes establecidas objetivamente para constituir una lengua unitaria, incluso si el acento y algunos elementos léxicos distinguen al macedonio (también hablado en el sudoeste de Bulgaria, en los valles del río Mesta y del río Estrimón) del búlgaro estándar. Una situación similar existe entre el idioma bosnio, el idioma croata, el idioma serbio y el idioma montenegrino, una lengua unitaria antes llamada "idioma serbocroata" y hoy llamada "BCMS": es una lengua abstand , es decir una lengua cuyo dialecto pasado o presente presente fijó objetivamente rasgos estructurales comunes.
Los hablantes del "idioma búlgaro-macedonio" entre ellos, como los del "idioma serbocroata" entre ellos, pueden entenderse perfectamente sin intérprete o diccionario: la distinción entre denominaciones es puramente político, el BCMS es hablado por 18 millones de hablantes en los Balcanes: es el idioma más hablado en la región. Los otros idiomas eslavos del sur, el idioma esloveno por un lado y el idioma búlgaro-macedonio por el otro, no son completamente transparentes sin aprendizaje para los hablantes de BMCS.

#### Eslavo del sur oriental
- Idioma búlgaro
- Idioma macedonio

#### Dialectos de transición
- Dialectos búlgaros de transición
- Dialectos serbocroatas de transición
  - Dialecto de Gora
  - Dialecto de Torlak

#### Eslavo del sur occidental
- Idioma esloveno
- Idioma serbocroata
  - Idioma bosnio
  - Idioma croata
  - Idioma montenegrino
  - Idioma serbio

##### Regiolectos
- Chakaviano
- Kajkaviano

### Grupo romance
Este grupo de lenguas protorrumanas tiene aproximadamente 23 millones de hablantes, incluidos aproximadamente 1,5 millones en los Balcanes:
| Idioma    | Región | Hablantes                    |
| --------- | --- | ---------------------------- |
| Arrumano  | Grecia (Epiro, Macedonia occidental), Albania (Voskopojë, Korçë), Macedonia del Norte, Bulgaria (difuso), Serbia (sureste) , Rumania (Dobruja). | de 120.000 a 350.000         |
| Istrio    | Croacia (Istria). | de 500 a 1.000               |
| Meglenita | Grecia (norte), Macedonia del Norte (sur). | de 2.000 a 5.000             |
| Rumano    | Rumanía (Dobruja), Bulgaria (Valacos de Bulgaria, al norte), Serbia (Rumanos de Serbia, al noreste).                                            | 1.150.000 al sur del Danubio |

En términos de lingüística y sociolingüística, estos son cuatro idiomas diferentes que no son transparentes sin el aprendizaje para los hablantes de cada uno de ellos; sin embargo, por razones políticas, algunos lingüistas rumanos consideran el diasistema que forman como un solo idioma, cada forma del cual sería un dialecto. Estos lingüistas (Gustave Weigand, Ovide Densușianu, Sextil Pușcariu, Alexandre Rosetti, Théodore Capidan) llaman a todo el diasistema "rumano", "Istro-rumano" el istriano, "Megleno-rumano" el meglenita y "daco-rumano" rumano. Además, este último se conoce como "idioma moldavo" por los movimientos prorrusos y comunistas de la República de Moldavia, también por razones políticas.

#### Lenguas romances
- Idioma arrumano
- Idioma istrio (en el oeste de Istria)
- Idioma istro-rumano (en el este de Istria)
- Idioma italiano (en la costa del Adriático)
- Idioma ladino (en Grecia, Turquía, Bosnia, Serbia, Macedonia del Norte, Bulgaria)
- Idioma megleno-rumano
- idioma rumano

### Otros grupos
| Idioma         | Región | Hablantes                               |
| -------------- | --- | --------------------------------------- |
| Albanés        | Albania, Kosovo, Grecia, Macedonia del Norte y Serbia.                                                                 | 7.600.000                               |
| Griego moderno | Grecia y Albania. | 10.500.000                              |
| Tsakoniano     | Grecia (Tsakonia). | de 300 a 1.500                          |
| Romaní         | Transmitido en todos los Balcanes.                                                                                     | de 1.000.000 a 3.000.000                |
| Judeoespañol   | Bulgaria (Ruse, Varna y Plovdiv), Grecia (Veria, Tesalónica y Alejandrópolis) y Turquía (Edirne, Estambul y Tekirdağ). | c. 5.000                                |
| Tártaro        | Rumania (Dobruja, Tártaros de Rumania) y Bulgaria (Dobruja, Tártaros de Bulgaria)                                      | 85.000                                  |
| Turco          | Turquía, Rumania, Bulgaria, Macedonia del Norte y Grecia.                                                              | 15.000.000 (solamente en los Balcanes). |

#### Lenguas indoeuropeas

##### Lenguas albanesas
- Idioma arbanita
- Idioma albanés
  - Idioma guego
  - Idioma tosco
- Idioma arbëreshë
- Idioma istro-albanés

##### Lenguas helénicas
- Idioma griego capadocio
- Idioma griego póntico
- Idioma griego moderno
- Idioma tsakoniano

##### Lenguas indoarias
- Idioma romaní

#### Lenguas túrquicas
- Idioma tártaro de Crimea
- Idioma gagauz
- Idioma tártaro
- Idioma turco